# Championnats d'Europe de gymnastique rythmique 2010
Navigation
Bakou 2009 Minsk 2011
Les 26es championnats d'Europe de gymnastique rythmique ont eu lieu à Brême, en Allemagne, du 16 au 18 avril 2010.

## Programme
Vendredi 16 avril
- Competition I – Juniors – rope and hoop
- Competition II – Seniors group – 4 apparatus
- Competition III – Juniors – rope and hoop

Samedi 17 avril
- Competition I – Senior groups – hoops and ribbons/ropes
- Competition I – Senior groups – complete list
- Competition I – Junior teams – ball and clubs
- Competition I – Junior teams – national ranking
- Competition III – Juniors – ball and clubs
- Competition III – Juniors – complete list

Dimanche 18 avril
- Competition III – Senior groups – Apparatus results

## Médaillées

### Seniors
| Épreuves                                | Or                    | Argent                | Bronze               |
| --------------------------------------- | --------------------- | --------------------- | -------------------- |
| Concours général individuel             |                       |                       |                      |
| Concours général résultats détaillés    | Evgenia Kanaeva (RUS) | Daria Kondakova (RUS) | Aliya Garayeva (AZE) |
| Finales en groupe                       |                       |                       |                      |
| 5 cerceaux résultats détaillés          | Russie                | Biélorussie           | Italie               |
| 3 rubans + 2 cordes résultats détaillés | Russie                | Italie                | Biélorussie          |

### Juniors
| Épreuves                                        | Or                        | Argent                  | Bronze                     |
| ----------------------------------------------- | ------------------------- | ----------------------- | -------------------------- |
| Concours par équipe                             |                           |                         |                            |
| Concours général par équipe résultats détaillés | Russie                    | Biélorussie             | Allemagne                  |
| Finales individuelles                           |                           |                         |                            |
| Corde résultats détaillés                       | Alexandra Merkulova (RUS) | CHAROPA Arina (BLR)     | SHYNKARENKO V. (UKR)       |
| Cerceau résultats détaillés                     | Valeria TKACHENKO (RUS)   | Nataliya LESHCHYK (BLR) | BEREZKO-MARGGRANDER (GER)  |
| Ballon résultats détaillés                      | Alexandra Merkulova (RUS) | Lala YUSIFOVA (AZE)     | BEREZKO-MARGGRANDER (GER)  |
| Massues résultats détaillés                     | Valeria TKACHENKO (RUS)   | Arina CHAROPA (BLR)     | Oleksandra GRIDASOVA (UKR) |

## Résultats détaillés

### Seniors

#### Concours général individuel
| Rang               | Nom                             |        |        |        |        | Total   |
| ------------------ | ------------------------------- | ------ | ------ | ------ | ------ | ------- |
| Médaille d'or      | Evgenia Kanaeva (RUS)           | 28.950 | 29.000 | 29.150 | 28.800 | 115.900 |
| Médaille d'argent  | Daria Kondakova (RUS)           | 28.650 | 28.400 | 28.575 | 28.100 | 113.725 |
| Médaille de bronze | Aliya Garayeva (AZE)            | 27.925 | 27.800 | 27.900 | 27.750 | 111.375 |
| 4                  | Liubov Charkashyna (BLR)        | 27.000 | 27.600 | 27.175 | 27.150 | 108.875 |
| 5                  | Neta Rivkin (ISR)               | 26.750 | 27.350 | 27.250 | 27.050 | 108.400 |
| 6                  | Melitina Staniouta (BLR)        | 27.600 | 27.900 | 24.650 | 27.850 | 108.000 |
| 7                  | Silviya Miteva (BUL)            | 27.150 | 26.625 | 27.500 | 26.250 | 107.525 |
| 8                  | Alina Maksimenko (UKR)          | 27.100 | 26.525 | 27.400 | 26.400 | 107.425 |
| 9                  | Caroline Weber (AUT)            | 26.800 | 26.775 | 27.050 | 26.600 | 107.225 |
| 10                 | Joanna Mitrosz (POL)            | 26.900 | 26.725 | 26.850 | 26.200 | 106.675 |
| 11                 | Irina Risenson (ISR)            | 26.675 | 26.300 | 26.500 | 27.100 | 106.575 |
| 12                 | Delphine Ledoux (FRA)           | 26.250 | 26.350 | 26.600 | 26.300 | 105.500 |
| 13                 | Julieta Cantaluppi (ITA)        | 25.550 | 25.650 | 26.100 | 25.925 | 103.225 |
| 14                 | Ganna Rizatdnivoa (UKR)         | 26.150 | 25.450 | 25.800 | 25.775 | 103.175 |
| 15                 | Alexandra Piscupescu (ROU)      | 25.650 | 25.200 | 25.650 | 25.650 | 102.150 |
| 16                 | Carolina Rodriguez (ESP)        | 25.900 | 25.050 | 26.050 | 25.000 | 102.000 |
| 17                 | Martina Alicata Terranova (ITA) | 25.200 | 25.375 | 25.400 | 25.250 | 101.225 |
| 18                 | Michaela Metallidou (GRE)       | 25.200 | 24.700 | 25.700 | 25.125 | 100.725 |
| 19                 | Zeynab Javadli (AZE)            | 24.200 | 24.750 | 23.900 | 24.400 | 97.250  |
| 20                 | Monika Mincheva (BUL)           | 24.550 | 24.175 | 25.450 | 22.950 | 97.125  |

#### Groupe: 5 cerceaux
| Rang               | Pays/Gymnastes | Dif. | Art. | Exé. | Pén. | Total |
| ------------------ | -------------- | ---- | ---- | ---- | ---- | ----- |
| Médaille d'or      | ?              |      |      |      |      |       |
| Médaille d'argent  | ?              |      |      |      |      |       |
| Médaille de bronze | ?              |      |      |      |      |       |
| 4                  | ?              |      |      |      |      |       |
| 5                  | ?              |      |      |      |      |       |
| 6                  | ?              |      |      |      |      |       |
| 7                  | ?              |      |      |      |      |       |
| 8                  | ?              |      |      |      |      |       |

#### Groupe: 3 rubans + 2 cordes
| Rang               | Pays/Gymnastes | Dif. | Art. | Exé. | Pén. | Total |
| ------------------ | -------------- | ---- | ---- | ---- | ---- | ----- |
| Médaille d'or      | ?              |      |      |      |      |       |
| Médaille d'argent  | ?              |      |      |      |      |       |
| Médaille de bronze | ?              |      |      |      |      |       |
| 4                  | ?              |      |      |      |      |       |
| 5                  | ?              |      |      |      |      |       |
| 6                  | ?              |      |      |      |      |       |
| 7                  | ?              |      |      |      |      |       |
| 8                  | ?              |      |      |      |      |       |

### Juniors

#### Corde
| Rang               | Nom         | Dif. | Art. | Exé. | Pén. | Total |
| ------------------ | ----------- | ---- | ---- | ---- | ---- | ----- |
| Médaille d'or      | ????? (???) |      |      |      |      |       |
| Médaille d'argent  | ????? (???) |      |      |      |      |       |
| Médaille de bronze | ????? (???) |      |      |      |      |       |
| 4                  | ????? (???) |      |      |      |      |       |
| 5                  | ????? (???) |      |      |      |      |       |
| 6                  | ????? (???) |      |      |      |      |       |
| 7                  | ????? (???) |      |      |      |      |       |
| 8                  | ????? (???) |      |      |      |      |       |

#### Cerceau
| Rang               | Nom         | Dif. | Art. | Exé. | Pén. | Total |
| ------------------ | ----------- | ---- | ---- | ---- | ---- | ----- |
| Médaille d'or      | ????? (???) |      |      |      |      |       |
| Médaille d'argent  | ????? (???) |      |      |      |      |       |
| Médaille de bronze | ????? (???) |      |      |      |      |       |
| 4                  | ????? (???) |      |      |      |      |       |
| 5                  | ????? (???) |      |      |      |      |       |
| 6                  | ????? (???) |      |      |      |      |       |
| 7                  | ????? (???) |      |      |      |      |       |
| 8                  | ????? (???) |      |      |      |      |       |

#### Ballon
| Rang               | Nom         | Dif. | Art. | Exé. | Pén. | Total |
| ------------------ | ----------- | ---- | ---- | ---- | ---- | ----- |
| Médaille d'or      | ????? (???) |      |      |      |      |       |
| Médaille d'argent  | ????? (???) |      |      |      |      |       |
| Médaille de bronze | ????? (???) |      |      |      |      |       |
| 4                  | ????? (???) |      |      |      |      |       |
| 5                  | ????? (???) |      |      |      |      |       |
| 6                  | ????? (???) |      |      |      |      |       |
| 7                  | ????? (???) |      |      |      |      |       |
| 8                  | ????? (???) |      |      |      |      |       |

#### Massues
| Rang               | Nom         | Dif. | Art. | Exé. | Pén. | Total |
| ------------------ | ----------- | ---- | ---- | ---- | ---- | ----- |
| Médaille d'or      | ????? (???) |      |      |      |      |       |
| Médaille d'argent  | ????? (???) |      |      |      |      |       |
| Médaille de bronze | ????? (???) |      |      |      |      |       |
| 4                  | ????? (???) |      |      |      |      |       |
| 5                  | ????? (???) |      |      |      |      |       |
| 6                  | ????? (???) |      |      |      |      |       |
| 7                  | ????? (???) |      |      |      |      |       |
| 8                  | ????? (???) |      |      |      |      |       |